# Diadelia gabonica
Diadelia gabonica là một loài bọ cánh cứng trong họ Cerambycidae.